# آدرین سیلوا
آدرین سباستین پروشه سیلوا (پرتغالی: Adrien Sébastien Perruchet Silva؛ زادهٔ ۱۵ مارس ۱۹۸۹) بازیکن فوتبال اهل پرتغال است.
از باشگاه‌هایی که در آن بازی کرده است می‌توان به اسپورتینگ، مکابی حیفا، آکادمیکا، لستر سیتی و موناکو اشاره کرد.
وی همچنین در تیم ملی فوتبال پرتغال بازی کرده است.